# Округ Санпит (Јута)
Санпит (енгл. Sanpete County) је округ у америчкој савезној држави Јута. По попису из 2010. године број становника је 27.822.

## Демографија
Према попису становништва из 2010. у округу је живело 27.822 становника, што је 5.059 (22,2%) становника више него 2000. године.
| Група             | 2000.          | 2010.          |
| Белци             | 20.590 (90,5%) | 24.109 (86,7%) |
| Афроамериканци    | 71 (0,3%)      | 229 (0,8%)     |
| Азијати           | 109 (0,5%)     | 150 (0,5%)     |
| Хиспаноамериканци | 1.510 (6,6%)   | 2.619 (9,4%)   |
| Укупно            | 22.763         | 27.822         |